# Café árabe
Café árabe ou café arábico (em árabe: قهوة عربية, translit. qahwah arabiyya), refere-se a uma versão do café fabricado em grãos de Coffea arabica. O café arábe é tipicamente cultivado a uma altura de 1.000 a 2.000 metros, e representa cerca de 60-70% da indústria de café no mundo A maioria dos países árabes em todo o Oriente Médio desenvolveram métodos únicos para preparar o café. Cardamomo é um tempero muitas vezes adicionado, mas pode alternativamente ser servido simples.
Existem basicamente dois tipos de café árabe; um com uma cor dourada feita principalmente na Arábia Saudita e na região do Golfo Pérsico, e o outro é preto.
O café arábico está enraizado na tradição do Oriente Médio e na cultura árabe, é a forma mais popular de café fabricado no Oriente Médio. Originou-se no Oriente Médio, começando no Iêmen e, eventualmente, viajando para Meca (Hejaz), Egito, Levante e, em seguida, em meados do século XVI, para Turquia. O café árabe é um patrimônio cultural imaterial de estados árabes confirmado pela UNESCO.